# Kafreh-e Salmān
Kafreh-e Salmān (persiska: کفره سلمان, Kafrū Salmān) är en ort i Iran.   Den ligger i provinsen Kermanshah, i den västra delen av landet, 500 km väster om huvudstaden Teheran. Kafreh-e Salmān ligger 921 meter över havet och antalet invånare är 192.
Terrängen runt Kafreh-e Salmān är kuperad åt nordväst, men åt sydost är den bergig.Runt Kafreh-e Salmān är det ganska tätbefolkat, med 60 invånare per kvadratkilometer. Närmaste större samhälle är Elyāsī-ye Aḩmad, 6,6 km väster om Kafreh-e Salmān. Omgivningarna runt Kafreh-e Salmān är i huvudsak ett öppet busklandskap.